# Thierry I av Flandern
Thierry I av Flandern, född 1099, död 1168, var regerande greve av Flandern från 1128 till 1168.